# Università del Montana
L'Università del Montana (o University of Montana) è un'università statunitense pubblica con sede a Missoula, nel Montana.

## Storia
Il progetto che prevedeva l'istituzione dell'università fu approvato nel 1881 e fu fondata dodici anni dopo, nel 1893. L'ateneo si autodefinisce una città nella città poiché al suo interno è ricca di infrastrutture.

## Sport
I Grizzlies (o Lady Griz per gli sport femminili), che fanno parte della NCAA Division I, sono affiliati alla Big Sky Conference. La pallacanestro e il football americano sono gli sport principali, le partite interne vengono giocate al Washington–Grizzly Stadium e indoor alla Dahlberg Arena.

### Pallacanestro
Montana ha una discreta tradizione nel panorama della pallacanestro collegiale, conta 10 apparizioni nella post-season, ma è riuscita a vincere solamente due partite nella March Madness nella propria storia.

Sono solo tre i Grizzlies che sono riusciti a raggiungere l'NBA: John Stroeder, Micheal Ray Richardson (4 volte All-star) e Larry Krystkowiak.